# Chiesa dei Santi Gervasio e Protasio (Parabiago)
La chiesa prepositurale dei Santi Gervaso e Protaso è la chiesa principale di Parabiago, nonché sede della Pieve di Parabiago fino al 1972, anno in cui le pievi milanesi vennero sciolte.
La Pieve di Parabiago esisteva già nel XIII secolo: da essa dipendevano le comunità di Arluno, Canegrate, Cantalupo (frazione di Cerro Maggiore), Casorezzo, Cerro Maggiore, San Vittore ed Uboldo.
La prepositura e la pieve vennero abolite nel 1582 per ordine di San Carlo Borromeo, e la chiesa divenne parrocchia sottoposta alla nuova pieve di Legnano. Nel 1841 il cardinale Carlo Gaetano di Gaisruck le restituì il titolo prepositurale e 4 anni dopo istituì nuovamente la pieve, comprendente le medesime comunità del medioevo, con l'aggiunta di San Giorgio su Legnano.
La Chiesa ospita uno storico organo Carrera del 1841, l'attuale organista ufficiale è Pietro Ferrario, direttore del coro Ensemble vocale Calycanthus.

## Storia

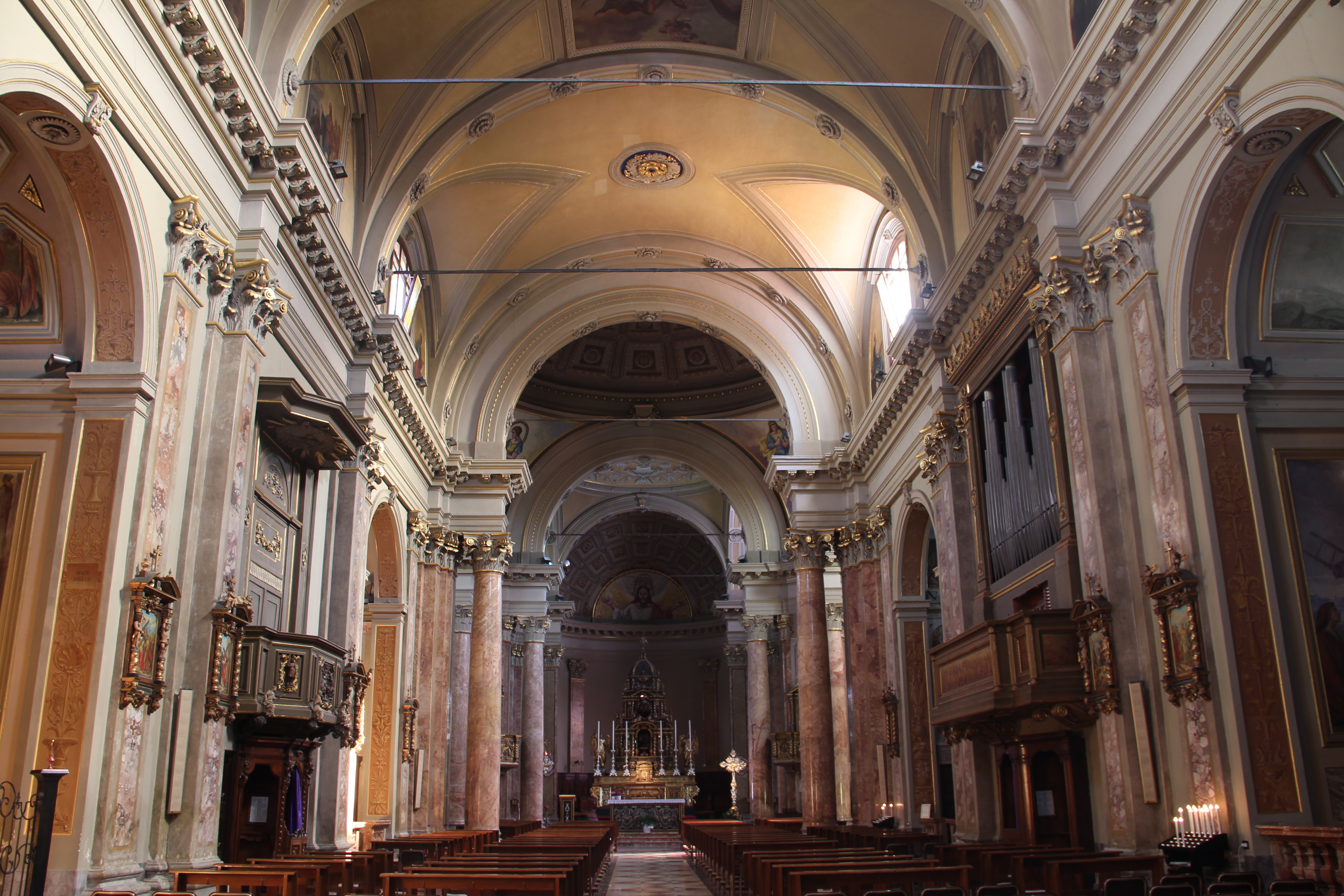
L'interno

Fino al 1584 Parabiago era Capopieve
1. Gian Angeloro Crivelli (1584-1625)
2. Ferrante Prina (1625-1630)
3. Gian Pietro Corbellini (1630-1660)
4. Antonio Corbellini (1660-1692)
5. Antonio Maria Oriani (1692-1725)
6. Giovanni Battista Santini (1725-1754)
7. Antonio Maria Peregalli (1755-1787)
8. Agostino Peregalli (1787-1816)
9. Bernardo De Vecchi (1816-1854)

Dal 1854 viene ripristinata la Pieve di Parabiago
Un primo edificio sacro è ipotizzato fin dall'epoca di sant'Ambrogio (IV secolo), ma la prima sicura attestazione della chiesa risale al XIII secolo. Nel 1570 il cardinale Carlo Borromeo dopo una visita pastorale ne ordinò la ricostruzione; tornato nel 1582 e ritrovandola nelle medesime declassò la prepositura di Parabiago in curia, includendola sotto la nuova prepositura della chiesa di San Magno in Legnano e abolendo contestualmente anche la pieve, il parroco e i cittadini di Parabiago tentarono quindi un ricorso a Papa Gregorio XIII, che affidò la questione al Cardinal Sfondrati di Cremona: in seguito alla sua relazione con la descrizione della chiesa il ricorso fu respinto nel 1585.
Sulla base del progetto già commissionato nel 1570 da Carlo Borromeo all'architetto Pellegrino Tibaldi ("il Pellegrini"), venne ricostruita a partire dal 1610 e consacrata dal cardinale Federico Borromeo, che tuttavia non restituì a Parabiago il titolo di prepositurale. Nel XVIII secolo si ebbero altri arricchimenti dell'edificio e nel 1780 fu posta la prima pietra della nuova facciata, progettata dall'architetto Giuseppe Piermarini in stile neoclassico e nel 1775 fu inoltre ricostruito il campanile. Parallelamente veniva arricchita da Giocondo Albertolli la decorazione dell'interno (capitelli con foglie d'ulivo e modiglioni delle cornici).
La decorazione interna venne ancor arricchita in seguito: nel 1807-1808, per la cappella di San Giovanni Battista, a sinistra dell'ingresso, venne realizzata da Grazioso Rusca, statuario presso la "Veneranda Fabbrica del Duomo", la scultura in scagliola con il Battesimo di Gesù Cristo. Agli inizi del XX secolo il pittore David Beghè affrescò gli interni con episodi della vita di Gesù (1906) e la cappella del Santo Crocifisso (1912) e nel 1928 vennero realizzate per la facciata delle statue raffiguranti la Madonna ed i santi Gervasio e Protasio. Nel 1943 furono collocati nel transetto due dipinti ad olio del pittore cremonese Vincenzo Campi (XVI secolo), la Coronazione di Spine e la Flagellazione. L'ebanista Giuseppe Maggiolini, "fabbriciere" della parrocchia, si incaricò quindi di abbattere alcuni edifici per dare maggiore respiro alla nuova facciata con una nuova piazza semicircolare.
Nel 1841, il cardinale Carlo Gaetano di Gaisruck restituì alla chiesa il titolo prepositutrale e nel 1845 ristabilì la pieve di Parabiago. L'abside venne ampliata su progetto dell'ingegner Franz Rossi di Legnano (1939-1942) e durante tali lavori vennero alla luce le fondazioni dell'antico coro, risalenti all'epoca medioevale.